# Polytrichastrum papillatum
Polytrichastrum papillatum är en bladmossart som beskrevs av G. L. Smith 1974. Polytrichastrum papillatum ingår i släktet Polytrichastrum och familjen Polytrichaceae. Inga underarter finns listade i Catalogue of Life.